# Władcy Kongo
Królestwo Kongo powstało prawdopodobnie w 1390 roku, choć wedle tradycji jego początki sięgać mają około 1300 roku. Jego władca nosił tytuł Manikongo. Od 1885 było wasalem Portugalii. W 1914 w związku z rewolucją w Kongo, Portugalia zniosła urząd Manikongo.

## Lista władców Królestwa Kongo
| Manikongo                                    | Od               | Do                   | Dodatkowe informacje                                                                                                 |
| -------------------------------------------- | ---------------- | -------------------- | --- |
| Lukeni lua Nimi                              | ok. 1380         | 1420                 | |
| Nanga                                        | ?                | ?                    | |
| Nlaza                                        | ?                | ?                    | |
| Nkuwu a Lukeni                               | ok. 1450         | ok. 1470             | |
| João I Nzinga a Nkuwu                        | przed 1483       | 1509                 | 3 maja 1491 przyjął chrzest od portugalskich misjonarzy i przyjął imię João. Wcześniej znany był jako Nzinga a Nkuwu |
| Afonso I Mvemba a Nzinga                     | 1509             | 1542                 | |
| Francisco Nkumbi a Mpudi                     | 1542             | 1542                 | |
| Pedro I Nkanga a Mvemba                      | 1542             | 1545                 | |
| Diogo I Mpudi a Nzinga                       | 1545             | 1561                 | |
| Afonso II Mpemba a Nzinga                    | 1561             | 1561                 | |
| Bernardo I                                   | 1561             | 1566                 | |
| Henrique I                                   | 1567             | 1568                 | |
| Alvaro I Nimi a Lukeni lua Mvemba            | 1568             | marzec 1587          | |
| Alvaro II Mpanzu a Nimi                      | marzec 1587      | 9 sierpnia 1614      | |
| Bernardo II Mwanza a Mvemba                  | 12 sierpnia 1614 | sierpień 1615        | |
| Alvaro III Nimi a Mpanzu                     | sierpień 1615    | 4 maja 1622          | |
| Pedro II Nkanga a Mvika                      | 26 maja 1622     | 3 kwietnia 1624      | |
| Garcia I Mvemba a Nkanga                     | 27 kwietnia 1624 | marzec 1626          | |
| Ambrósio I Nimi a Nkanga                     | marzec 1626      | 7 marca 1631         | |
| Alvaro IV Nzinga a Nkuwu                     | 8 lutego 1631    | 24 lutego 1636       | |
| Alvaro V Mpanzu a Nimi                       | 27 lutego 1636   | 14 sierpnia 1636     | |
| Alvaro VI Nimi a Lukeni a Nzenze a Ntumba    | 27 sierpnia 1636 | 22 lutego 1641       | |
| Garcia II Nkanga a Lukeni a Nzenze a Ntumba  | 23 lutego 1641   | 1660                 | |
| António I Vita a Kanga                       | 1661             | 29 października 1665 | Po przegranej bitwie pod Mbwilą został pojmany przez Portugalczyków, którzy zabili go przez ścięcie głowy.           |
| Afonso II                                    | listopad 1665    | grudzień 1665        | |
| Alvaro VII Mpanzu a Mpandu                   | grudzień 1665    | czerwiec 1666        | |
| Alvaro VIII Mvemba a Mpanzu                  | czerwiec 1666    | styczeń 1669         | |
| Pedro III Nsimba Ntamba                      | styczeń 1669     | czerwiec1669         | |
| Pedro III Nsimba Ntamba                      | czerwiec1669     | 1680                 | |
| Alvaro IX Mpanzu a Ntivila                   | czerwiec 1669    | 1670                 | |
| Garcia III Nkanga a Mvemba                   | 1669?            | ?                    | |
| Rafael I Nzinga a Nkanga                     | 1670             | 1673                 | |
| Afonso II Mvemba a Nimi                      | 1673             | 1674                 | |
| Afonso III Miala mia Nkenge                  | 1674             | 1674                 | |
| Daniel I Miala mia Nzimbwila                 | 1674             | 1678                 | |
| André I Mvizi a Nkanga                       | 1685             | 1685                 | |
| Manuel I Afonso Nzinga a Elenke              | 1685             | 1688                 | |
| Álvaro X Nimi a Mvemba Agua Rosada           | 1688             | 1695                 | |
| Manuel de Vuzi a Nóbrega                     | 1678             | 1715                 | |
| João Manuel II Nzuzi a Ntamba                | 1680             | 1716                 | |
| Pedro IV Afonso Agua Rosada Nusamu a Mvemba  | grudzień 1695    | 21 lutego 1718       | |
| Manuel II Mpanzu a Nimi                      | luty 1718        | 21 kwietnia 1743     | |
| Garcia IV Nkanga a Mvandu                    | 27 lipca 1743    | 31 marca 1752        | |
| Nicolau I Misaki mia Nimi                    | 27 sierpnia 1752 | po 1758              | |
| Afonso IV Nkanga a Nkanga                    | ?                | ?                    | |
| António II Mvita a Mpanzu                    | ?                | ?                    | |
| Sebastião I Nkanga a Nkanga                  | ?                | ?                    | |
| Pedro V Ntivila a Nkanga                     | wrzesień 1763    | 1764                 | |
| Alvaro XI Nkanga a Nkanga                    | maj 1764         | 1778                 | |
| José I Mpasi a Nkanga                        | 1778             | 1785                 | |
| Afonso V Nkanga a Nkanga                     | 1785             | 1787                 | |
| Alvaro XII                                   | 1787             | ?                    | |
| Aleixo I Mpanzu a Mbandu                     | ?                | 1793                 | |
| Joaquim I                                    | 1793             | 1794                 | |
| Henrique II Masaki ma Mpanzu                 | 10 stycznia 1794 | 1803                 | |
| Garcia V Nkanga a Mvemba                     | 1803             | 1830                 | |
| André II Mvizi a Lukeni                      | 1830             | 1842                 | |
| Henrique III Mpanzu a Nsindi a Nimi a Lukeni | 1842             | styczeń 1857         | |
| Alvaro XIII                                  | styczeń 1857     | 7 sierpnia 1859      | |
| Pedro V                                      | 7 sierpnia 1859  | luty 1891            | W 1885 podpisał traktat, czyniąc Królestwo Kongo państwem wasalnym Portugalii                                        |
| Alvaro XIV Agua Rosada                       | luty 1891        | listopad 1896        | |
| Henrique IV                                  | 1896             | 1901                 | |
| Pedro VI                                     | 1901             | 1910                 | |
| Manuel III                                   | 1911             | 1914                 | W związku z rewolucją w Kongo, Portugalia zniosła urząd Manikongo w 1914                                             |

## Pretendenci do tronu
| Pretendent           | Od            | Do               | Dodatkowe informacje |
| -------------------- | ------------- | ---------------- | -------------------- |
| Alvaro XV Afonso     | 1915          | 1923             |                      |
| Pedro VII Afonso     | 1923          | 1955             |                      |
| António III Afonso   | 1955          | 1957             |                      |
| Isabel Maria da Gama | 1957          | 1962             | Regentka             |
| Pedro VIII Afonso    | wrzesień 1962 | październik 1962 |                      |
| Isabel Maria da Gama | 1962          | 1975             | Regentka             |